# Marluze da Cruz
Marluze Santos da Cruz von Holstein-Rathlou (født og opvokset i København) er en dansk koreograf, danser og sangerinde. Hun er af dansk adel og er ydermere efterkommer af den brasilianske indianerstamme Krenak.
Marluze da Cruz er uddannet contemporary danser med speciale i koreografi ved Den Danske Scenekunstskole i 2013. Siden har hun været danser og koreograf i adskillige opsætninger på teatre, danse- og musikfestivaler og tv-shows i Danmark. Hun har optrådt flere gange for kongehuset, X-Factor, EUROVISION, P3Guld samt danset og koreograferet for kunstnere som Emeli Sandé, Jessica Mauboy, Ida Corr, Lydmor og Phlake.
Blandt hendes koreografier er bl.a. den anmelder- og publikumsroste teaterkoncert ''Lyden af de skuldre vi står på'' fra 2017, hvor da Cruz ovenikøbet også medvirkede med et mix af moderne dansebevægelser og hiphoppende moves, alt i mens hun sang Du danske sommer under et hoved af rosenknopper - I 2018 vandt Teaterkoncerten to Reumertpriser for Årets Musical/Musikteater og Årets Scenedesign og i 2020 blev forestilling genopsat.

## Teater
| Forestilling                             | Teater                                        | Funktion                               | År   | Koreograf                       | Instruktør                           | Komponist                                |
| ---------------------------------------- | --------------------------------------------- | -------------------------------------- | ---- | ------------------------------- | ------------------------------------ | ---------------------------------------- |
| SPLIT                                    | Mayhem, Inkonst (Malmö, Sverige)              | Danser                                 | 2021 | My Lindblad Szlavik             | —                                    | Jørgen Teller                            |
| Nordkraft                                | Nordkraft, Operaen, Copenhagen Opera Festival | Danser (medkoreograf)                  | 2021 | Marluze da Cruz, Noora Hannula  | Anja Behrens                         | Signe Lykke                              |
| Snap Clap Boom Ungh Zib                  | Det Kongelige Danske Musikkonservatorie       | Koreograf                              | 2020 | Marluze da Cruz                 | —                                    | Rune Thorsteinsson                       |
| The Touch                                | Sort/Hvid                                     | Koreograf                              | 2020 | Marluze da Cruz                 | Christian Lollike                    | —                                        |
| Anstalt                                  | Uppercut Danseteater, Dansekapellet           | Danser                                 | 2020 | Stephanie Thomasen              | —                                    | SVIN                                     |
| Lyden Af De Skuldre Vi Står På           | Aarhus Teater                                 | Koreograf, danser, sanger, skuespiller | 2020 | Marluze da Cruz                 | Nicolai Faber                        | Højskolesangbogen remixet af Simon Kvamm |
| A Jungle Story                           | Baltoppen                                     | Danser                                 | 2019 | Tim Rushton, Malene Röstgaard   | —                                    | Mads Pagsberg                            |
| Kong Arthur                              | Det Kgl. Teater                               | Danser                                 | 2019 | Ida Frost, Christel Stjerneberg | Heinrich Christensen                 | Kenneth Thordal                          |
| sHIFT - Projekt Dansedrømme              | Bellevue Teatret                              | Koreograf                              | 2018 | Marluze da Cruz                 | Ida Balslev                          | Sophus August Tuxen                      |
| Paradis - En Krigs Kabaret               | Teater Momentum                               | Koreograf                              | 2018 | Marluze da Cruz                 | Petra Adlerberth-Wik                 | Søren Siegumfeldt                        |
| Der Var Et Yndigt Land                   | Sort/Hvid                                     | Danser (video)                         | 2018 | Marluze da Cruz                 | Christian Lollike, Sigrid Johannesen | Turkman Souljah                          |
| Lyden Af De Skuldre Vi Står På           | Aarhus Teater                                 | Koreograf, danser, sanger, skuespiller | 2017 | Marluze da Cruz                 | Nicolai Faber                        | Højskolesangbogen remixet af Simon Kvamm |
| TEDx - Movement Is My Language           | Odense Teater                                 | Koreograf, danser                      | 2017 | Marluze da Cruz                 | —                                    | Troels Kampmann Kjær                     |
| Evigt Solskin                            | Teater Momentum                               | Instruktørassistent (medkoreograf)     | 2015 | Marluze da Cruz                 | Jacob Stage                          | —                                        |
| Lige Om Lidt Bliver Alting Meget Sjovere | Teater Momentum                               | Instruktørassistent (medkoreograf)     | 2015 | Marluze da Cruz                 | Jacob Stage                          | Solveig Sandness                         |
| 9x9x9 - Amazone, Amazone                 | Det Kgl. Teater                               | Koreograf, danser                      | 2014 | Marluze da Cruz                 | Hans-Peter Kellner                   | Dave Black                               |
| Gummi Tarzan                             | Cirkusbygningen                               | Danser, sanger, skuespiller            | 2003 | Sofie Christiansen              | Kenneth Kreutzmann                   | —                                        |